# Kalmius
Kalmius (ukrajinsko Кальміус, rusko Кальмиус) je ena od dveh rek, ki tečeta skozi Ukrajinsko mesto Mariupol. Druga reka je Kalčik, ki se izliva v Kalmius. Kalmius se izliva v Azovsko morje v bližini jeklarskega kompleksa Azovstal v Mariupolu.
Ime Kalmius izhaja iz imena kozaškega tabora iz 16. stoletja, kjer je bilo pozneje ustanovljeno mesto Mariupol.
Kalmiusova pot je bila tatarska pohodniška pot, ena od vej Muravske poti.
Po ofenzivi separatističnih sil Donecke ljudske republike avgusta 2014 med vojno v Donbasu v južni Donecki oblasti je reka postala meja med ozemljem, ki ga nadzoruje Donecka ljudska republika na vzhodu, in ozemljem, ki ga nadzoruje Ukrajinska vlada, do zahodu. Vojaško enoto Donecke ljudske republike so imenovali "bataljon Kalmius".